# Tonight You're Mine
Tonight You're Mine è un album in studio da solista del cantautore statunitense Eric Carmen, pubblicato nel 1980.

## Tracce
1. It Hurts Too Much – 4:09
2. Lost in the Shuffle – 4:00
3. All for Love – 3:59
4. Tonight You're Mine – 3:59
5. Sleep with Me – 4:01
6. Inside Story – 3:37
7. Foolin' Myself – 5:33
8. You Need Some Lovin' – 3:16